# Dobrikdűlő
Dobrikdűlő (ukránul: Добрік) község Ukrajnában, Kárpátalján, a Técsői járásban.

## Fekvése
Aknaszlatinától északra, Középapsa északi szomszédjában fekvő település.

## Története
Dobrikdűlő Középapsa igazgatása alá tartozik.